# Лі Цзє

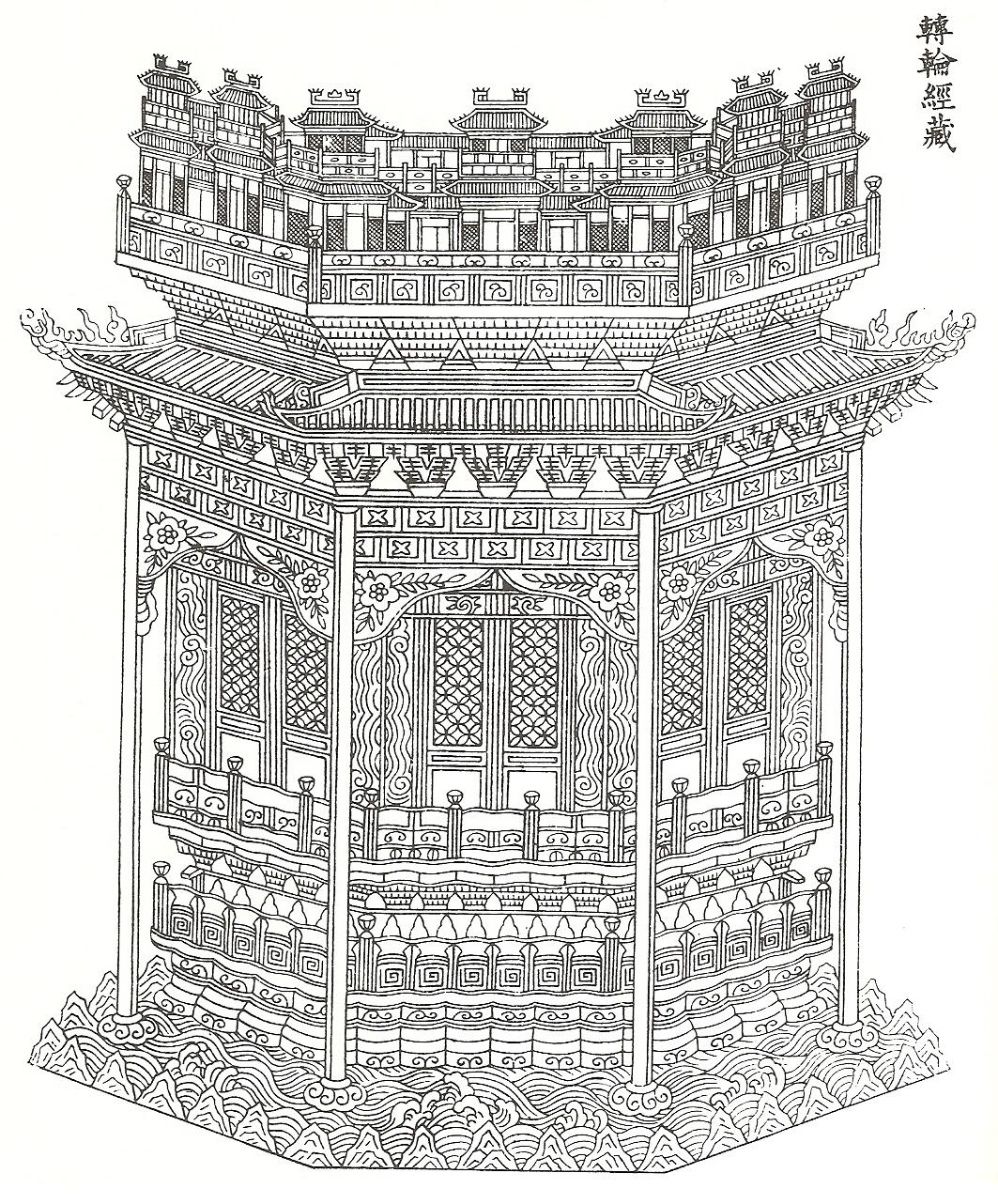
Ілюстрація з трактату: буддистський ковчег у гебрейському вжитку в Кайфені

Лі Цзє 李誡 (1065—1110) — архітектор часів династії Північна Сун, автор класичного трактату з архітектури «Їнцзао фаши» (营造法式, «Будівельні стандарти», 1103 рік), першого у своєму роді, який зберігся цілковито. В ньому містилися положення, що на декілька століть визначили розвиток традиційних китайських архітектурних канонів.
Лі Цзє опрацював численні твори попередників та створив власний трактат, який представив імператорові Чже-цзуну.
У 2006 році поховання Лі Цзє у Сіньчжені (Хенань), на його батьківщині, визнано як об'єкт під державною охороною.